# Ribbelbies
De ribbelbies (Schoenoplectiella mucronata, synoniem: Schoenoplectus mucronatus) is een overblijvende plant, die behoort tot de cypergrassenfamilie (Cyperaceae). De soort komt voor in Zuid- en Midden-Europa, Oost-Afrikaanse eilanden, Zuid- en Oost-Azië, Australië en Californië. In Nederland is de soort op enkele, verspreid liggende plaatsen waargenomen en mogelijk aan het inburgeren. Het aantal chromosomen is 2n = 44.
De plant wordt 40-70 (30-100) cm hoog en vormt een korte wortelstok. Het vormt dichte zoden. De grijsachtige, licht tot grasgroene, stijve, opstaande, onvertakte, scherp driehoekige stengels hebben een diameter van 2-5 mm. Ze hebben holle zijden. De bladscheden rafelen niet. De onderste twee bladscheden zijn bruin tot 25 mm lang en de bovenste zijn tot 10 cm of langer, groen en vaak met een brede bruine rand. De bladscheden hebben geen bladschijf.
De ribbelbies bloeit vanaf juni tot in augustus. De zittende, 7-18 mm lange en 4-5 mm brede, roodachtige aren zijn ovaal tot elliptisch en zitten met 3-20 bij elkaar in een bolvormige, 2 cm grote bloeiwijze. De goudachtig-groenglanzende, eivormige, veelnervige,  2,7-4 mm lange kafjes, waarvan de top abrupt eindigt in een smalle, scherpe punt (mucronaat) en hebben een breed, grijsgroen middenveld. Er zijn meestal zes, zelden slechts vier bruine borstelharen die even lang of iets langer zijn dan de vrucht en die teruggebogen en ruw zijn. De bloemen zijn tweeslachtig. Per bloem zijn er drie meeldraden met 0,8-1 mm lange helmknoppen en drie stempels. Het gootvormige, eindelingse schutblad is in de vruchttijd vaak recht afstaand of teruggeslagen. De top is stekelpuntig.
De zwartbruine vrucht is een omgekeerd eivormig, driekantig, dwars gerimpeld, 1,7-2(-2,5) mm lang en 1,2-1,7 mm breed nootje.
- Illustratie. 2=ribbelbies.

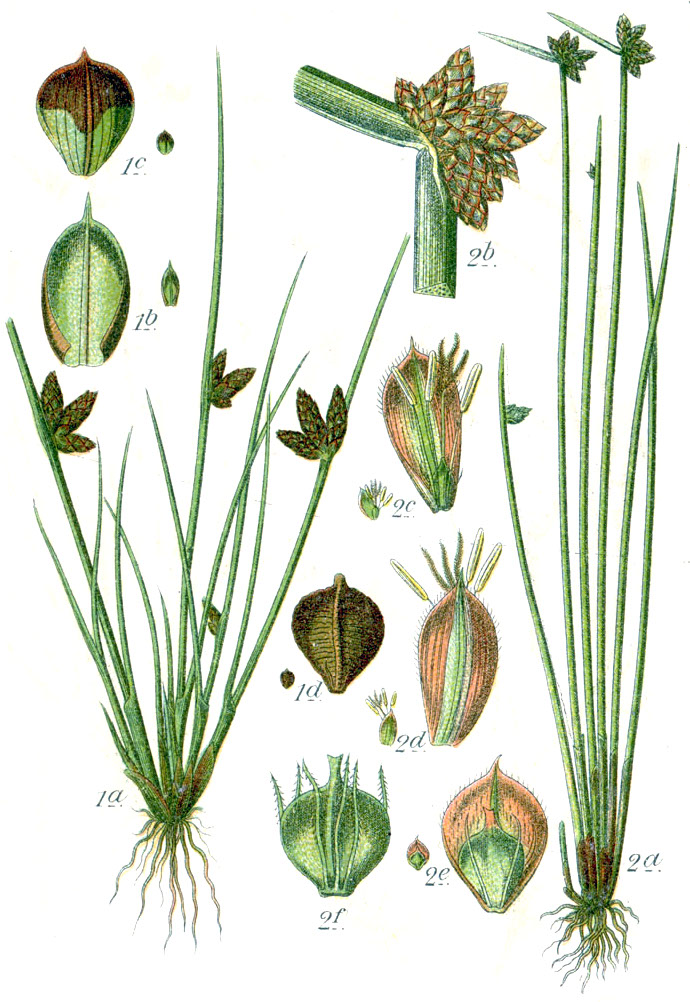
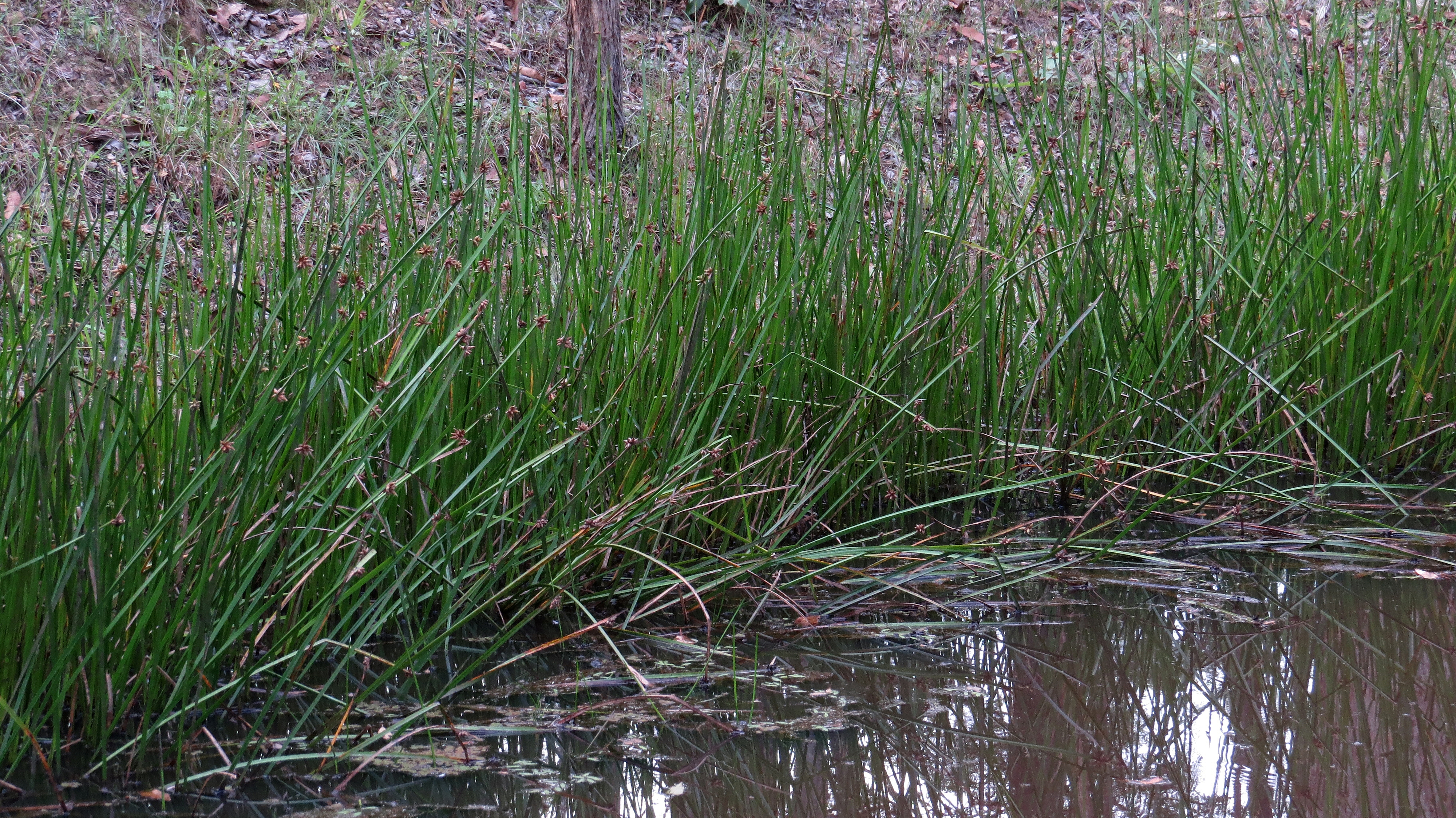
Planten
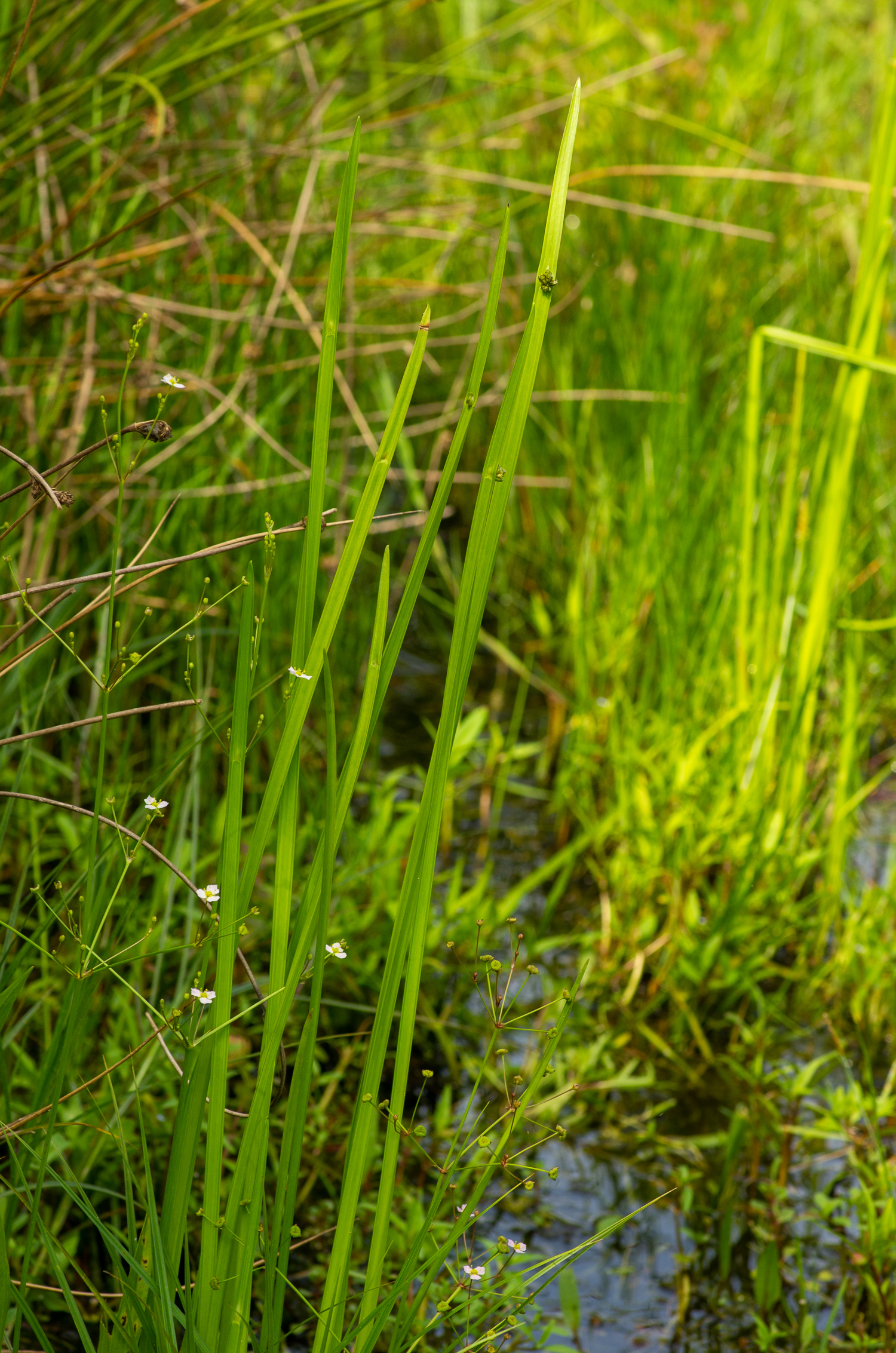
Bladscheden
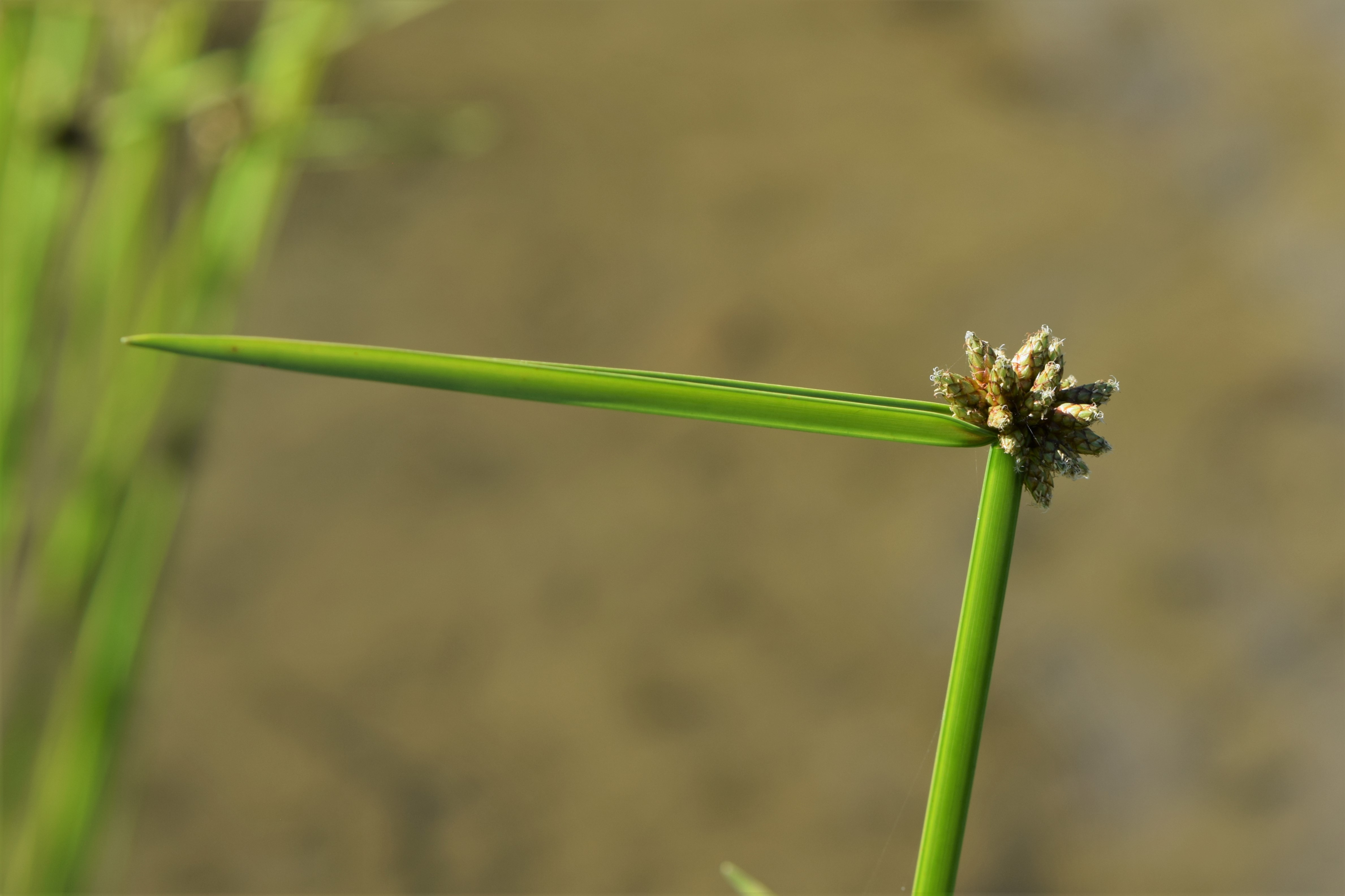
Eindelings schutblad
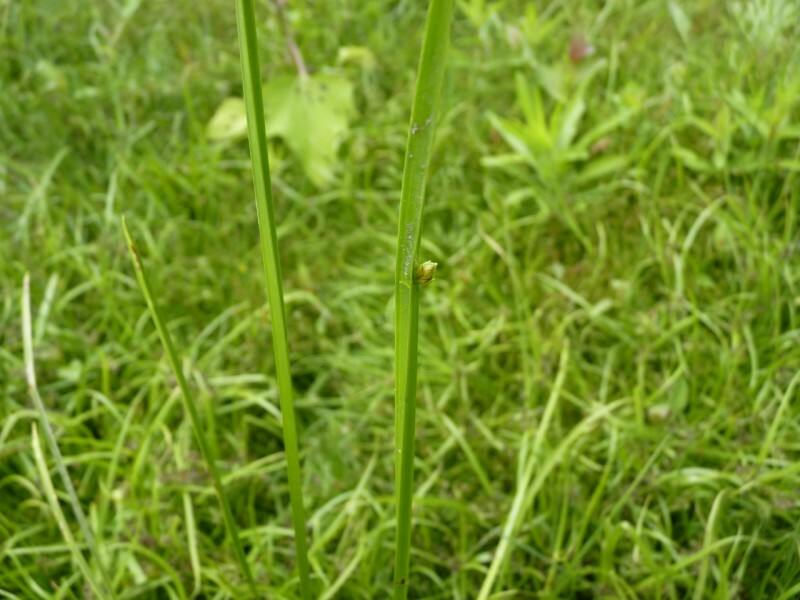
Stengel
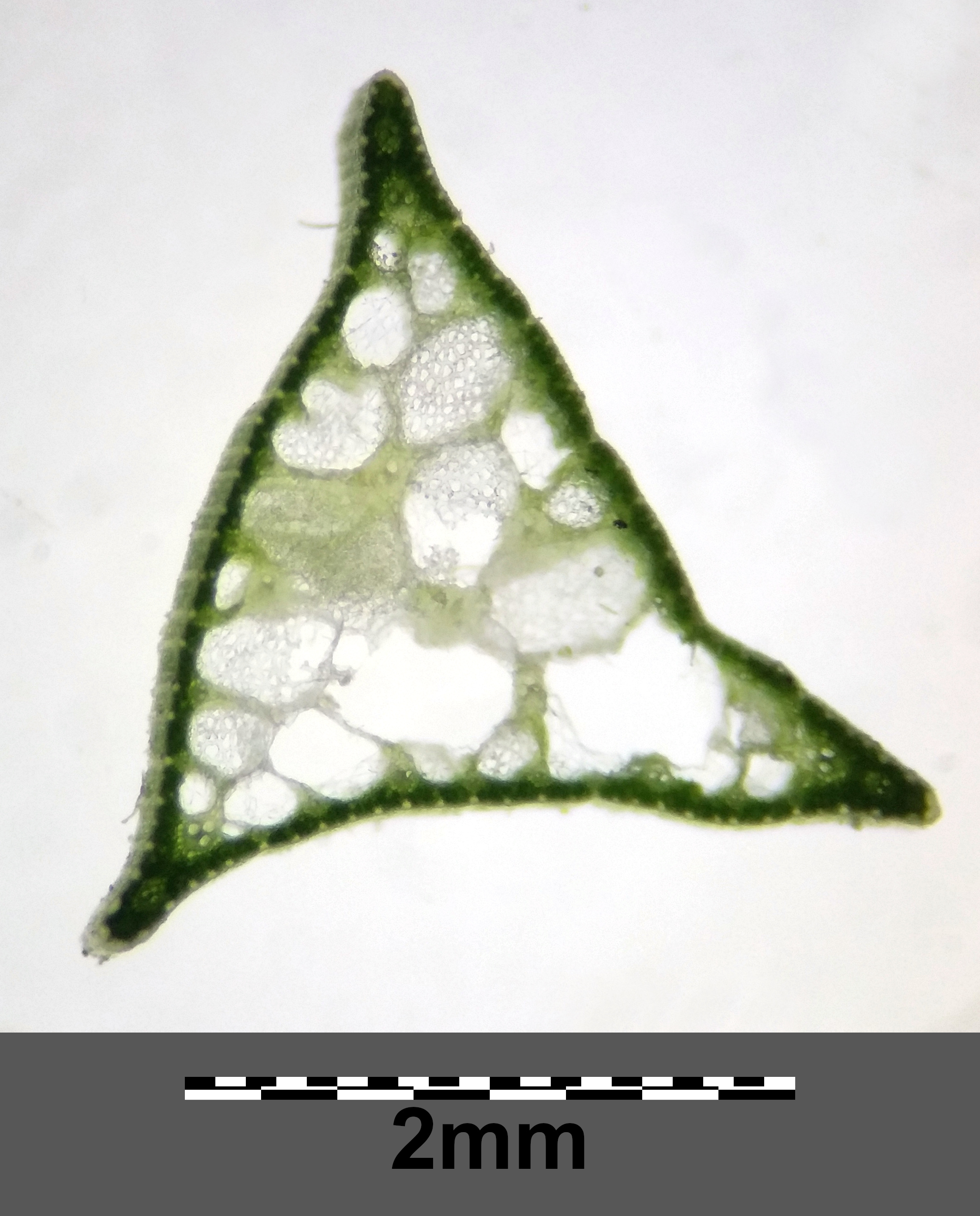
Dwarsdoorsnede stengel
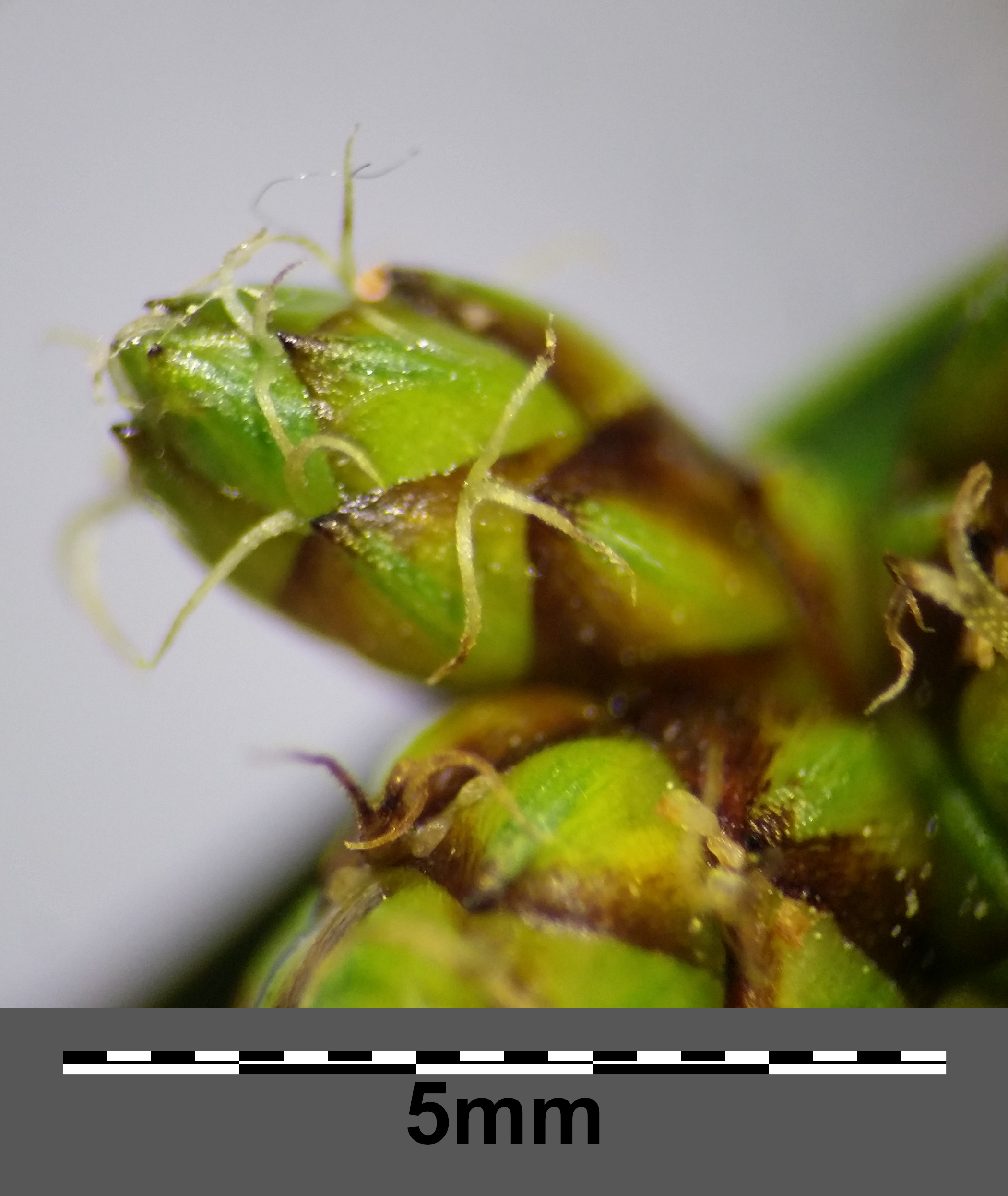
Drie stempels
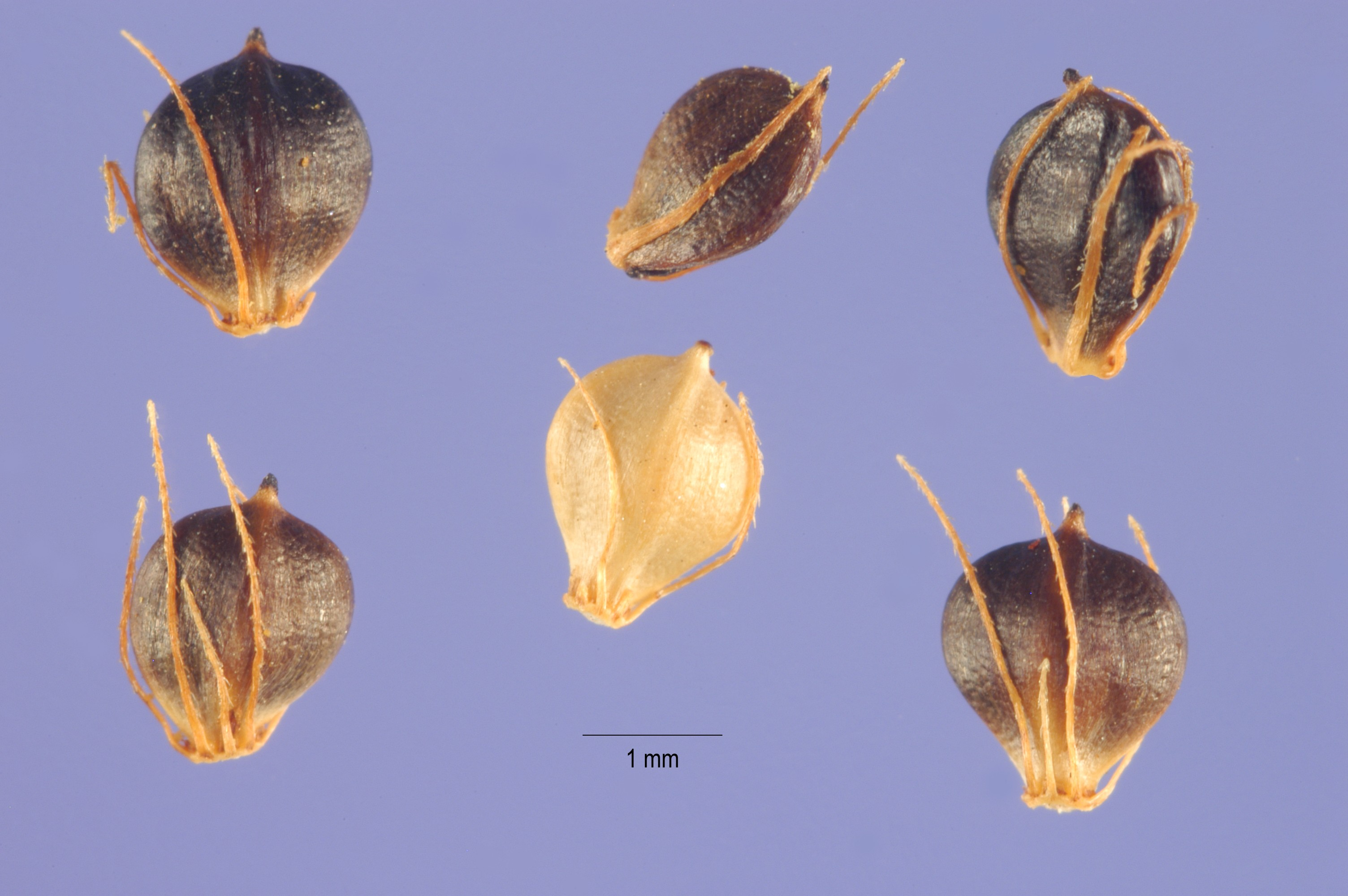
Vruchten

De ribbelbies is te vinden op zonnige, vrij open, matig voedselrijke tot voedselrijke, meestal kalkarme tot zwak zure, uitgesproken stikstofrijke, natte, slikkige en zandige bodems aan wateroevers. Ze groeit in vennen en pas gegraven poelen in natuurontwikkelingsgebieden, in moerassen, in vijvers, in natte graslanden en verder ook op ruderale plaatsen. 